# Out of the Abyss
Out of the Abyss è il settimo album del gruppo heavy metal statunitense Manilla Road, pubblicato nel 1988.

## Tracce
1. Whitechapel – 7:16
2. Rites of Blood – 4:18
3. Out of the Abyss – 3:25
4. Return of the Old Ones – 6:22
5. Black Cauldron – 2:57
6. Midnight Meat Train – 3:00
7. War in Heaven – 4:57
8. Slaughterhouse – 3:40
9. Helicon – 6:39

## Formazione
- Mark Shelton - voce, chitarra
- Scott Park - basso
- Randy Foxe  - batteria, tastiere